# Barnston (Merseyside)
Barnston – wieś w Anglii, w hrabstwie ceremonialnym Merseyside, w dystrykcie metropolitalnym Wirral. Leży 9 km na południowy zachód od centrum Liverpool i 286 km na północny zachód od Londynu. W 2001 miejscowość liczyła 3620 mieszkańców.